# 6777 Balakirev
6777 Balakirev (1989 SV1) là một tiểu hành tinh vành đai chính được phát hiện ngày 16 tháng 9 năm 1989 bởi Eric Walter Elst ở La Silla.